# Бальдиссера, Антонио
Анто́нио Балдиссе́ра (итал. Antonio Baldissera; 27 мая 1838, Падуя — 8 января 1917, Флоренция) — итальянский генерал.

## Биография
Антонио Балдиссера родился 27 мая 1838 года в городе Падуе. По окончании военной академии в Венском Нейштадте в 1857 году был произведен в офицеры в австрийскую армию.
В 1866 году перешел на итальянскую службу. Отличившись в сражении под Кениггрецом, в 1866 году поступил на службу в корпус итальянских берсальеров, где быстро достиг чина полковника.
В африканскую экспедицию 1887—1888 гг. отличился и был назначен преемником начальника экспедиционного корпуса генерала С. Марцано. Балдиссера значительно расширил границы итальянской колонии.
В 1889 году был назначен начальником дивизии. В 1896 году Балдиссера снова был послан в Африку, чтобы спасти Эритрейскую колонию после разгрома под Адуей. Балдиссера реорганизовал деморализованные войска, освободил Адигратский форт и добился выдачи части попавших в плен под Адуей итальянцев.
После возвращения из Эритреи был назначен командиром VIII корпуса. С 1900 года — сенатор.
Антонио Балдиссера умер 8 января 1917 года во Флоренции.